# Guthega Pondage
Guthega Pondage är en reservoar i Australien. Den ligger i delstaten New South Wales, i den sydöstra delen av landet, omkring 380 kilometer sydväst om delstatshuvudstaden Sydney. Guthega Pondage ligger 1 620 meter över havet.
Trakten runt Guthega Pondage består i huvudsak av gräsmarker. Runt Guthega Pondage är det mycket glesbefolkat, med 3 invånare per kvadratkilometer. Genomsnittlig årsnederbörd är 1 573 millimeter. Den regnigaste månaden är juni, med i genomsnitt 190 mm nederbörd, och den torraste är november, med 84 mm nederbörd.